# 武汉公交789路
武汉公交789路是中国湖北省武汉市的一条公交线路，运营区间为鲁磨路站至牌楼舒村站。由武汉公交集团公司第五营运公司经营。789路是由武汉市区通往武汉富士康工业园的一条线路，于2008年8月8日开线。

## 去行停靠站点
共28站。
鲁磨路→鲁巷广场→新屋熊→关山口→关山一路→关山饭店→关山→光谷太阳城→武汉职业技术学院→曙光村→大彭村→关南小区→华夏学院→化徐村→武大园路→武大园二路→武大园三路→杜鹃园→滨湖路→高新四路→竹林园→万科魅力之城→邬家山→港边田→大邱新村→流芳老街→汪田村→牌楼舒村

## 回行停靠站点
共28站。
牌楼舒村→汪田村→流芳老街→大邱新村→港边田→邬家山→万科魅力之城→竹林园→高新四路→滨湖路→杜鹃园→武大园三路→武大园二路→武大园路→化徐村→华夏学院→关南小区→大彭村→曙光村→武汉职业技术学院→光谷太阳城→关山→关山饭店→关山一路→关山口→新屋熊→鲁巷广场→鲁磨路